# Мохаве-Ранч-Істейтс
Мохаве-Ранч-Істейтс (англ. Mojave Ranch Estates) — переписна місцевість (CDP) в США, в окрузі Могаве штату Аризона. Населення — 53 особи (2020).

## Географія
Мохаве-Ранч-Істейтс розташований за координатами 34°56′42″ пн. ш. 114°35′26″ зх. д. / 34.94500° пн. ш. 114.59056° зх. д. (34.944901, -114.590643). За даними Бюро перепису населення США в 2010 році переписна місцевість мала площу 1,94 км², уся площа — суходіл.

## Демографія
Згідно з переписом 2010 року, у переписній місцевості мешкали 52 особи в 18 домогосподарствах у складі 14 родин. Густота населення становила 27 осіб/км². Було 21 помешкання (11/км²).
Расовий склад населення:
| - 53,8 % — корінних американців - 11,5 % — білих - 21,2 % — осіб інших рас |

До двох чи більше рас належало 13,5 %. Частка іспаномовних становила 46,2 % від усіх жителів.
За віковим діапазоном населення розподілялося таким чином: 32,7 % — особи молодші 18 років, 57,7 % — особи у віці 18—64 років, 9,6 % — особи у віці 65 років та старші. Медіана віку мешканця становила 33,5 року. На 100 осіб жіночої статі у переписній місцевості припадало 108,0 чоловіків; на 100 жінок у віці від 18 років та старших — 75,0 чоловіків також старших 18 років.
Цивільне працевлаштоване населення становило 20 осіб. Основні галузі зайнятості: мистецтво, розваги та відпочинок — 50,0 %, сільське господарство, лісництво, риболовля — 35,0 %, публічна адміністрація — 15,0 %.